# Conclave de setembro de 1378

Brasão papal de Sua Santidade o Papa de Avinhão Clemente VII

O conclave papal ocorrido em 20 de setembro de 1378 resultou na eleição do Papa de Avinhão Clemente VII. Este conclave foi o primeiro conclave do Cisma do Ocidente, que dividiria a Igreja Católica por cerca de 40 anos.

## Contexto
O recém-eleito Papa Urbano VI logo provou ser um papa suspeito e caprichoso. Os membros do Sagrado Colégio, alguns talvez com medo por suas vidas, gradualmente escaparam da corte de Urbano e reuniram em Anagni. Estes cardeais eram franceses, mas logo depois a eles juntaram-se os cardeais italianos também. O Colégio mudou-se para Fondi, onde recebeu uma carta do rei Carlos V de França, em 18 de setembro de 1378, que lhes pediu para avançar para escolher um outro papa. Eles fizeram isso, quando treze deles elegeram o Cardeal Roberto de Genebra como Clemente VII em 20 de setembro de 1378.

## Lista de participantes
O número de cardeais eleitores tinha sido reduzida a vinte e dois pela morte de Francesco Tebaldeschi em 6 ou 7 de setembro de 1378. Todos esses cardeais, eventualmente, aderiu à causa de Clemente, mas seus eleitores estão marcados (eleitor) ao lado de seus nomes. Aqueles marcados (presente) observaram, mas não votaram.
- Pietro Corsini, (presente).
- Bertrand Lagier, O.F.M., (eleitor).
- Jean de Cros, (eleitor).
- Guillaume d'Aigrefeuille, iuniore, O.S.B.Clun., (eleitor).
- Robert de Genève, (eleitor).
- Simone Brossano, (presente).
- Hugues de Montrelais, le jeune, (eleitor).
- Guy de Malesec, (eleitor).
- Jean de la Grange, O.S.B., (eleitor).
- Pierre de Sortenac, (eleitor).
- Gérard du Puy, O.S.B.Clun., (eleitor).
- Giacomo Orsini, (presente).
- Pierre Flandrin, (eleitor).
- Guillaume Noellet, (eleitor).
- Pierre de Vergne, (eleitor).
- Pedro Martínez de Luna y Pérez de Gotor, (eleitor).

Os seguintes cardeais não participaram do conclave, pois estavam em Avinhão:
- Pierre de Monteruc
- Jean de Blauzac
- Gilles Aycelin de Montaigu
- Hugues de Saint-Martial
- Angelic de Grimoard, C.R.S.A.
- Guillaume de Chanac, O.S.B.

## A eleição
O conclave começou em 20 de setembro e durou apenas algumas horas. Já no primeiro escrutínio, 12 votos (todos, exceto o do eleito) recebeu o Cardeal Roberto de Genebra. Provavelmente sua eleição foi decidida por considerações políticas: ele não era nem italiano, nem sujeito ao rei da França, mas veio de uma família de Condes do Sacro Império Romano-Germânico. Ele também era um parente das famílias dominantes na França, Hungria e no Sacro Império, o que lhe deu o apoio político necessário em uma disputa com Urbano VI. Eleito tomou o nome de Clemente VII. Em 21 de setembro, o Cardeal Jean Flandrin deu ao público o resultado do conclave e em 31 de outubro foi a inauguração do seu pontificado.
Apesar das tentativas de ação, Clemente VII não conseguiu mobilizar Roma, ou ganhar aceitação universal, embora tivesse o apoio concedido a ele de um número de países europeus (incluindo a França, Nápoles, Saboia, Escócia, Castela e Aragão). Depois de um curto período de tempo, ele teve que se retirar da Itália para Avinhão, portanto, sua obediência era chamada de "avinhonesa". Desta forma, a Igreja começou o Grande Cisma do Ocidente, que durou até 1417 (e localmente até 1429).